# Greg Owen (Eishockeyspieler)
Gregory Owen (* 19. Juni 1981 in Northampton, England) ist ein ehemaliger britischer Eishockeyspieler, der 2010 mit Coventry Blaze die Elite Ice Hockey League gewann und viele Jahre in der britischen Eishockeynationalmannschaft spielte.

## Karriere
Greg Owen begann seine Karriere als Eishockeyspieler bei den Oxford City Stars. 1999 zog es in nach Kanada, wo er für die Notre Dame Hounds in der Saskatchewan Junior Hockey League spielte. Nach drei Jahren kehrte er nach England zurück und spielte zunächst sowohl für die Bracknell Bees in der Ice Hockey Superleague, der damals höchsten britischen Spielklasse, als auch für Milton Keynes Lightning in der English Premier Ice Hockey League. Er konnte mit dem Team aus der Planstadt in Buckinghamshire die Playoffs der EPIHL 2003 gewinnen. Anschließend spielte er ausschließlich für die Bracknell Bees, die nunmehr in der British National League antraten. 2005 konnte er mit den Bees die Hauptrunde der BNL gewinnen. Nachdem die British National League 2005 aufgelöst worden war, schloss Owen sich Basingstoke Bison aus der Elite Ice Hockey League, der nunmehr höchsten britischen Spielklasse, an. 2008 wechselte er nach Frankreich und spielte mit den Diables Rouges de Briançon in der Ligue Magnus, der höchsten französischen Spielklasse. Mit den roten Teufeln konnte er 2009 die Hauptrunde der Ligue Magnus gewinnen, verlor aber die Playoff-Finalserie gegen Grenoble Métropole Hockey 38 mit 1:3 Spielen. Nach diesem Erfolg kehrte er in die Elite Ice Hockey League zurück und spielte dort drei Jahre für Coventry Blaze. Mit dem Team aus den West Midlands gewann er 2010 die Hauptrunde der EIHL und damit den britischen Meistertitel. 2012 kehrte er nach Basingstoke zurück und beendete bei dem Klub, der inzwischen in der zweitklassigen English Premier Ice Hockey League spielte, 2013 seine Karriere.

### International
Für Großbritannien nahm Owen im Juniorenbereich an der U18-B-Europameisterschaft 1998 und der U18-B-Weltmeisterschaft 1999 sowie der U20-C-Weltmeisterschaft 2000 und nach Umstellung auf das heutige Divisionensystem an der U20-Weltmeisterschaft der Division II 2001 teil. 
Im Seniorenbereich stand er im Aufgebot seines Landes bei den Weltmeisterschaften der Division I 2003, 2006, 2007, 2008, 2009, 2011 und 2013. Zudem stand er für seine Farben beim Qualifikationsturnier für die Olympischen Winterspiele in Sotschi 2014 auf dem Eis.

### Trainerlaufbahn
Nach dem Ende seiner aktiven Karriere schlug Owen die Trainerlaufbahn ein. Er war bei der U20-Weltmeisterschaft 2015 Assistenztrainer des britischen Nachwuchses, das in der Division II spielte. Bei den Weltmeisterschaften 2015 und 2016 war er Video-Coach der britischen Herren in der Division I.

## Erfolge und Auszeichnungen
- 2003 Playoffsieger der English Premier Ice Hockey League mit Milton Keynes Lightning
- 2005 Hauptrundensieger der British National League mit den Bracknell Bees
- 2008 Hauptrundensieger der Ligue Magnus mit den Diables Rouges de Briançon
- 2010 Britischer Meister mit Coventry Blaze